# 알피 콘

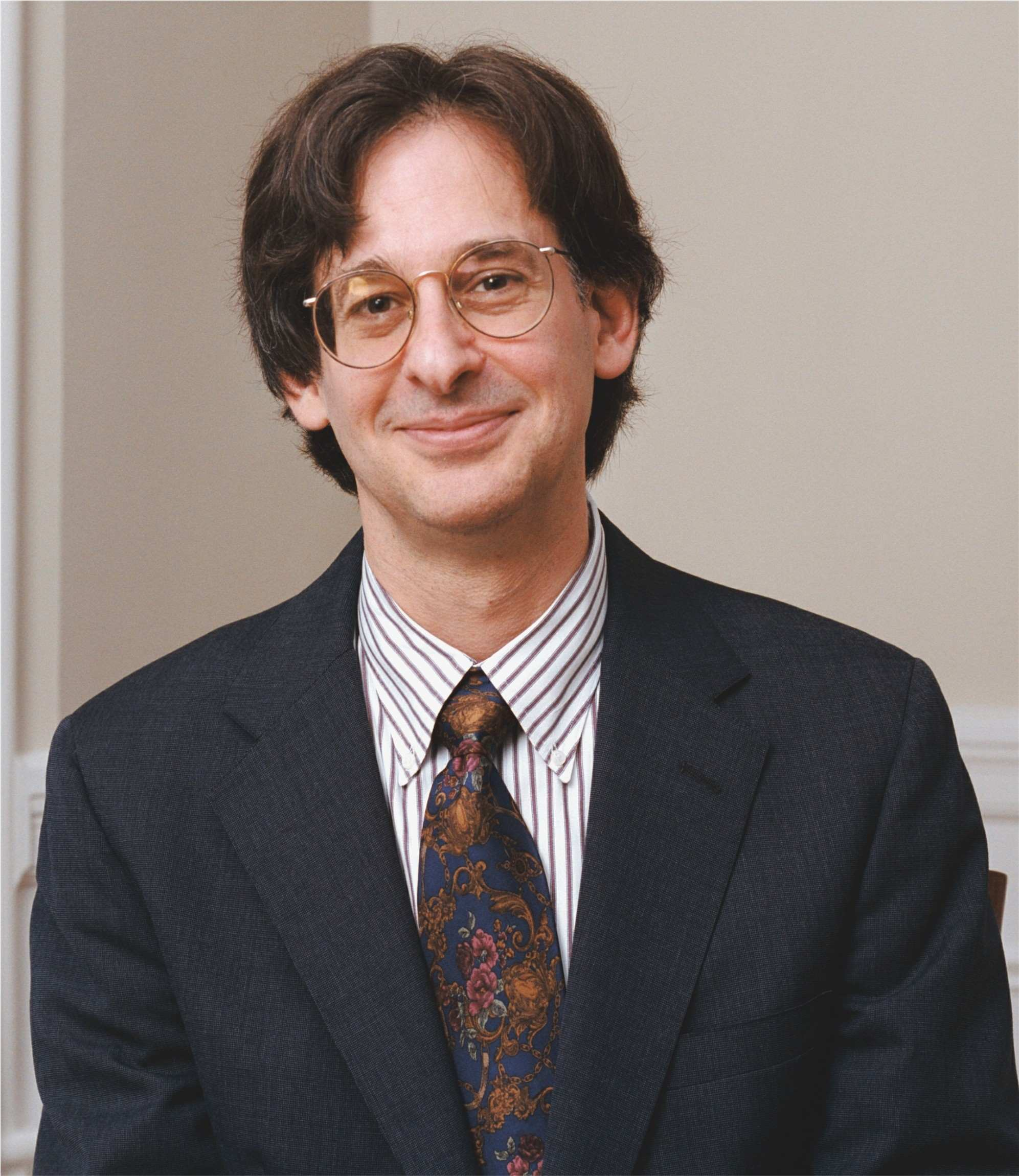

알피 콘(Alfie Kohn, 1957년 10월 15일 ~ )은 미국의 사회학자, 심리학자다. 그의 저서 《경쟁을 넘어서》에서, 알피 콘은, 인간의 경쟁을 '구조적 경쟁'과 '의도적 경쟁'으로 구분하고, 구조적 경쟁은 승패의 구조와 관계가 있고 외부적인 것인 데 반하여, 의도적 경쟁은 내부적인 것이며, 일등이 되고자 하는 개인의 소망에 관한 것이라고 말하였다.

## 같이 보기
- 게임이론

## 참고 자료
- 알피 콘, 경쟁을 넘어서, 비봉 1995. P.37 참조 공병효(엮음)